# Pujada de Mossèn Sabaté
La Pujada de Mossèn Sabaté és un tram de carrer de Torelló (Osona) protegit com a Bé Cultural d'Interès Local.

## Descripció
Es tracta d'un tram de la pujada de Mossèn Sabaté que arrenca de l'avinguda de la Generalitat i arriba a peu de l'estació de RENFE.
Es tracta d'un camí esglaonat en forma de passeig amb escales i replans. A la part alta a l'arribada a l'estació. El passeig té una barana baixa als costats feta amb còdols de riu. Els graons són de pedra artificial, el paviment dels replans també. Al llarg de la barana trobem fanals de ferro forjat i vidre damunt de columnes de pedra. A ambdós costats de l'escala hi ha vegetació.
Entre les edificacions emplaçades en aquest passeig destaquen els números 1 i 2. Són habitatges entre mitgeres, del la primera meitat del segle xx, de planta baixa i un o dos pisos i coberta a dues aigües. El material constructiu és el maó vist, tant pel que fa al parament com pel que fa als brancals, ampits i llindes. Anteriorment el parament estava recobert per arrebossat. Trobem balcons de poc voladís amb barana de ferro amb reganyols i algunes finestres dobles amb mainell o agulla central de maó, col·locat de cantell.

## Història
El camí del tren a la població de Torelló fou arranjat l'any 1912 i poc després es van començar a construir les primeres cases.
L'any 1946 l'arquitecte Joan Sánchez Graells va projectar aquestes escales per a salvar el desnivell del terreny i fer el camí més agradable.
L'arquitecte municipal Manuel Anglada Vilardebó va fer algunes esmenes al projecte inicial i Josep. M. Pericas dissenyà els fanals.
El conjunt no ha sofert modificacions importants al llarg del temps. Tot i que aquesta construcció comportà en el seu moment la canalització de l'aigua del torrent que neix als Graons de la Riba, així com alguns murs de contenció.